# (8437) Bernicla
(8437) Bernicla (3057 T-1) – planetoida z grupy pasa głównego asteroid okrążająca Słońce w ciągu 4,02 lat w średniej odległości 2,53 au. Odkryta 26 marca 1971 roku.